# SuperCollider
SuperCollider er et open source programmeringssprog for lyd syntese og algoritmisk komposition. SuperCollider er egentlig 2 programmer. Det ene er programmeringssproget SCLang, der er objekt-orienteret og inspireret af C/C++, smalltalk, LISP og andre. Det andet program er SCServer, der kører i baggrunden og genererer lyd ud fra SCLang.